# Morti nel 925
| Questa pagina contiene informazioni ricavate automaticamente dalle voci biografiche con l'ausilio del template Bio e di un bot. L'aggiornamento è periodico e automatico e ricostruisce completamente la pagina. Se manca una persona in questa lista, sei pregato di non aggiungerla, ma accertati piuttosto che la sua voce biografica contenga il template Bio e che i dati anagrafici siano correttamente compilati. Se il template Bio manca, inseriscilo tu stesso o, in alternativa, metti l'avviso {{tmp\|Bio}} che ne segnala la mancanza. Se i dati riportati sono sbagliati, correggi direttamente la voce biografica; le modifiche saranno visibili in questa lista entro pochi giorni. Per chiarimenti vedi il progetto biografie. La lista contiene solo le 7 persone che sono citate nell'enciclopedia e per le quali è stato implementato correttamente il template Bio. Pagina aggiornata al 10 mag 2025. |

- 15 maggio - Nicola I Mistico, arcivescovo, teologo e politico bizantino (n. 852)
- 26 giugno - Pelagio di Cordova, spagnolo (n. 912)
- 11 dicembre - Sancho I Garcés di Navarra, re
- Rhazes, medico, alchimista e filosofo persiano (n. 865)
- Abu Abdallah Jayhani, funzionario persiano
- Fruela II delle Asturie, sovrano spagnolo (n. 875)
- Berta di Lotaringia, contessa (n. 863)